# Campeonato Mundial de Atletismo en Pista Cubierta de 2018
El XVII Campeonato Mundial de Atletismo en Pista Cubierta se celebró en Birmingham (Reino Unido) entre el 1 y el 4 de marzo de 2018 bajo la organización de la Asociación Internacional de Federaciones de Atletismo y la Federación Británica de Atletismo.
Las competiciones se realizaron en la National Indoor Arena de la ciudad inglesa.

## Calendario
| S | Series | ½ | Semifinales | F | Final |

| Fecha →           | 1 de marzo | 2 de marzo | 2 de marzo | 3 de marzo | 3 de marzo | 3 de marzo | 4 de marzo | 4 de marzo |
| Evento ↓          | T          | M          | T          | M          | T          | T          | T          | T          |
| ----------------- | ---------- | ---------- | ---------- | ---------- | ---------- | ---------- | ---------- | ---------- |
| 60 m              |            |            |            | S          | ½          | F          |            |            |
| 400 m             |            | S          | ½          |            | F          | F          |            |            |
| 800 m             |            |            | S          |            | F          | F          |            |            |
| 1500 m            |            |            |            | S          |            |            | F          | F          |
| 3000 m            |            | S          |            |            |            |            | F          | F          |
| 60 m vallas       |            |            |            |            | S          | S          | ½          | F          |
| Relevo 4 x 400 m  |            |            |            | S          |            |            | F          | F          |
| Salto de longitud |            |            | F          |            |            |            |            |            |
| Triple salto      |            |            |            |            | F          | F          |            |            |
| Salto de altura   | F          |            |            |            |            |            |            |            |
| Salto con pértiga |            |            |            |            |            |            | F          | F          |
| Peso              |            |            |            | F          |            |            |            |            |
| Heptatlón         |            | F          | F          | F          | F          | F          |            |            |

| Fecha →           | 1 de marzo | 2 de marzo | 2 de marzo | 2 de marzo | 3 de marzo | 3 de marzo | 3 de marzo | 4 de marzo |
| Evento ↓          | T          | M          | T          | T          | M          | T          | T          | T          |
| ----------------- | ---------- | ---------- | ---------- | ---------- | ---------- | ---------- | ---------- | ---------- |
| 60 m              |            | S          | ½          | F          |            |            |            |            |
| 400 m             |            | S          | ½          | ½          |            | F          | F          |            |
| 800 m             |            |            |            |            | S          |            |            | F          |
| 1500 m            |            |            | S          | S          |            | F          | F          |            |
| 3000 m            | F          |            |            |            |            |            |            |            |
| 60 m vallas       |            |            | S          | S          |            | ½          | F          |            |
| Relevo 4 x 400 m  |            |            |            |            | S          |            |            |            |
| Salto de longitud |            |            |            |            |            |            |            | F          |
| Triple salto      |            |            |            |            | F          |            |            |            |
| Salto de altura   | F          |            |            |            |            |            |            |            |
| Salto con pértiga |            |            |            |            |            | F          | F          |            |
| Peso              |            |            | F          | F          |            |            |            |            |
| Pentatlón         |            | F          | F          | F          |            |            |            |            |

## Países participantes
Participaron 632 atletas provenientes de 144 federaciones nacionales afiliadas a la IAAF. 334 compiten en la categoría masculina, y 298 en la femenina. También tomaron parte los denominados «atletas neutrales autorizados» (ANA) –8 atletas rusos–.

## Medallistas

### Masculino
| Evento                    | Oro                                                                                     | Plata                                                                           | Bronce                                                                              |
| ------------------------- | --------------------------------------------------------------------------------------- | ------------------------------------------------------------------------------- | ----------------------------------------------------------------------------------- |
| 60 m (03.03)              | Christian Coleman Estados Unidos 6,37 s                                                 | Su Bingtian China 6,42 s                                                        | Ronnie Baker Estados Unidos 6,44 s                                                  |
| 400 m (03.03)             | Pavel Maslák · República Checa · 45,47                                                  | Michael Cherry Estados Unidos 45,84                                             | Deon Lendore Trinidad y Tobago 46,37                                                |
| 800 m (03.03)             | Adam Kszczot · Polonia · 1:47,47                                                        | Drew Windle Estados Unidos 1:47,99                                              | Saúl Ordóñez · España · 1:48,01                                                     |
| 1500 m (04.03)            | Samuel Tefera Etiopía 3:58,19                                                           | Marcin Lewandowski · Polonia · 3:58,39                                          | Abdelaati Iguider Marruecos 3:58,43                                                 |
| 3000 m (04.03)            | Yomif Kejelcha Etiopía 8:14,41                                                          | Selemon Barega Etiopía 8:15,59                                                  | Bethwell Birgen Kenia 8:15,70                                                       |
| 60 m vallas (04.03)       | Andrew Pozzi Reino Unido 7,46                                                           | Jarret Eaton Estados Unidos 7,47                                                | Aurel Manga Francia 7,54                                                            |
| Salto de altura (01.03)   | Danil Lysenko Atletas Neutrales Autorizados 2,36 m                                      | Mutaz Essa Barshim Catar 2,33 m                                                 | Mateusz Przybylko · Alemania · 2,29 m                                               |
| Salto con pértiga (04.03) | Renaud Lavillenie Francia 5,90                                                          | Sam Kendricks Estados Unidos 5,85                                               | Piotr Lisek · Polonia · 5,85                                                        |
| Salto de longitud (02.03) | Juan Miguel Echevarría · Cuba · 8,46                                                    | Luvo Manyonga Sudáfrica 8,44                                                    | Marquis Dendy Estados Unidos 8,42                                                   |
| Triple salto (03.03)      | Will Claye Estados Unidos 17,43                                                         | Almir dos Santos · Brasil · 17,41                                               | Nelson Évora Portugal 17,40                                                         |
| Peso (03.03)              | Tomas Walsh Nueva Zelanda 22,31                                                         | David Storl · Alemania · 21,44                                                  | Tomáš Staněk · República Checa · 21,44                                              |
| 4 × 400 m (04.03)         | Polonia · Karol Zalewski · Rafał Omelko · Łukasz Krawczuk · Jakub Krzewina · 3:01,77 RM | Estados Unidos Fred Kerley Michael Cherry Aldrich Bailey Vernon Norwood 3:01,97 | Bélgica · Dylan Borlée · Jonathan Borlée · Jonathan Sacoor · Kevin Borlée · 3:02,51 |
| Heptatlón (03.03)         | Kevin Mayer Francia 6348 pts.                                                           | Damian Warner · Canadá · 6343 pts.                                              | Maicel Uibo Estonia 6265 pts.                                                       |

### Femenino
| Evento                    | Oro                                                                                  | Plata | Bronce                                                                    |
| ------------------------- | ------------------------------------------------------------------------------------ | --- | ------------------------------------------------------------------------- |
| 60 m (02.03)              | Murielle Ahouré Costa de Marfil 6,97 s                                               | Marie-Josée Ta Lou Costa de Marfil 7,05 s                                                                            | Mujinga Kambundji · Suiza · 7,05 s                                        |
| 400 m (03.03)             | Courtney Okolo Estados Unidos 50,55                                                  | Shakima Wimbley Estados Unidos 51,47                                                                                 | Eilidh Doyle Reino Unido 51,60                                            |
| 800 m (04.03)             | Francine Niyonsaba Burundi 1:58,31                                                   | Ajee Wilson Estados Unidos 1:58,99                                                                                   | Shelayna Oskan-Clarke Reino Unido 1:59,81                                 |
| 1500 m (03.03)            | Genzebe Dibaba Etiopía 4:05,27                                                       | Laura Muir Reino Unido 4:06,23                                                                                       | Sifan Hassan · Países Bajos · 4:07,26                                     |
| 3000 m (01.03)            | Genzebe Dibaba Etiopía 8:45,05                                                       | Sifan Hassan · Países Bajos · 8:45,68                                                                                | Laura Muir Reino Unido 8:45,78                                            |
| 60 m vallas (03.03)       | Kendra Harrison Estados Unidos 7,70                                                  | Christina Manning Estados Unidos 7,79                                                                                | Nadine Visser · Países Bajos · 7,84                                       |
| Salto de altura (01.03)   | Mariya Lasitskene Atletas Neutrales Autorizados 2,01 m                               | Vashti Cunningham Estados Unidos 1,93 m                                                                              | Alessia Trost · Italia · 1,93 m                                           |
| Salto con pértiga (03.03) | Sandi Morris Estados Unidos 4,95                                                     | Anzhelika Sidorova Atletas Neutrales Autorizados 4,90                                                                | Ekaterini Stefanidi · Grecia · 4,80                                       |
| Salto de longitud (04.03) | Ivana Španović Serbia 6,96                                                           | Brittney Reese Estados Unidos 6,89                                                                                   | Sosthene Taroum Moguenara · Alemania · 6,85                               |
| Triple salto (03.03)      | Yulimar Rojas · Venezuela · 14,63                                                    | Kimberly Williams Jamaica 14,48                                                                                      | Ana Peleteiro · España · 14,40                                            |
| Peso (02.03)              | Anita Márton · Hungría · 19,62                                                       | Danniel Thomas-Dodd Jamaica 19,22                                                                                    | Gong Lijiao China 19,08                                                   |
| 4 × 400 m (04.03)         | Estados Unidos Quanera Hayes Georganne Moline Shakima Wimbley Courtney Okolo 3:23,85 | Polonia · Justyna Święty-Ersetic · Patrycja Wyciszkiewicz · Aleksandra Gaworska · Małgorzata Hołub-Kowalik · 3:26,09 | Reino Unido Meghan Beesley Hannah Williams Amy Allcock Zoey Clark 3:29,38 |
| Pentatlón (02.03)         | Katarina Johnson-Thompson Reino Unido 4750 pts.                                      | Ivona Dadic · Austria · 4700 pts.                                                                                    | Yorgelis Rodríguez · Cuba · 4637 pts.                                     |

## Medallero
| Núm. | País                          | Oro | Plata | Bronce | Total |
| ---- | ----------------------------- | --- | ----- | ------ | ----- |
| 1    | Estados Unidos                | 6   | 10    | 2      | 18    |
| 2    | Etiopía                       | 4   | 1     | 0      | 5     |
| 3    | Reino Unido                   | 2   | 1     | 4      | 7     |
| 4    | Polonia                       | 2   | 2     | 1      | 5     |
| 5    | Atletas Neutrales Autorizados | 2   | 1     | 0      | 3     |
| 6    | Francia                       | 2   | 0     | 1      | 3     |
| 7    | Costa de Marfil               | 1   | 1     | 0      | 2     |
| 8    | Cuba                          | 1   | 0     | 1      | 2     |
| 8    | República Checa               | 1   | 0     | 1      | 2     |
| 10   | Burundi                       | 1   | 0     | 0      | 1     |
| 10   | Hungría                       | 1   | 0     | 0      | 1     |
| 10   | Nueva Zelanda                 | 1   | 0     | 0      | 1     |
| 10   | Serbia                        | 1   | 0     | 0      | 1     |
| 10   | Venezuela                     | 1   | 0     | 0      | 1     |
| 15   | Jamaica                       | 0   | 2     | 0      | 2     |
| 16   | Alemania                      | 0   | 1     | 2      | 3     |
| 16   | Países Bajos                  | 0   | 1     | 2      | 3     |
| 18   | China                         | 0   | 1     | 1      | 2     |
| 19   | Austria                       | 0   | 1     | 0      | 1     |
| 19   | Brasil                        | 0   | 1     | 0      | 1     |
| 19   | Canadá                        | 0   | 1     | 0      | 1     |
| 19   | Catar                         | 0   | 1     | 0      | 1     |
| 19   | Sudáfrica                     | 0   | 1     | 0      | 1     |
| 24   | España                        | 0   | 0     | 2      | 2     |
| 25   | Bélgica                       | 0   | 0     | 1      | 1     |
| 25   | Estonia                       | 0   | 0     | 1      | 1     |
| 25   | Grecia                        | 0   | 0     | 1      | 1     |
| 25   | Italia                        | 0   | 0     | 1      | 1     |
| 25   | Kenia                         | 0   | 0     | 1      | 1     |
| 25   | Marruecos                     | 0   | 0     | 1      | 1     |
| 25   | Portugal                      | 0   | 0     | 1      | 1     |
| 25   | Suiza                         | 0   | 0     | 1      | 1     |
| 25   | Trinidad y Tobago             | 0   | 0     | 1      | 1     |
|      | TOTAL                         | 26  | 26    | 26     | 78    |